# Danny Ainge
Daniel Ray Ainge (nascido em 17 de março de 1959) é um executivo americano de basquete e ex-jogador profissional de basquete e beisebol. Ainge é atualmente o gerente geral e presidente de operações de basquete do Utah Jazz da National Basketball Association (NBA).
Enquanto estava na faculdade, Ainge também jogou partes de três temporadas com o Toronto Blue Jays da Major League Baseball (MLB), principalmente como segunda base. Ele foi então selecionado para a NBA pelos Celtics. Ainge jogou na NBA por 14 temporadas, jogando pelos Celtics, Portland Trail Blazers, Sacramento Kings e Phoenix Suns. Ele foi o treinador dos Suns por três temporadas antes de ingressar na gestão dos Celtics, com quem Ainge tem três título da NBA em seu crédito (dois como jogador, um como executivo de equipe). Durante sua carreira de jogador, ele jogou em um NBA All-Star Game e foi o Executivo do Ano da NBA em 2008.

## Início da vida, ensino médio e faculdade

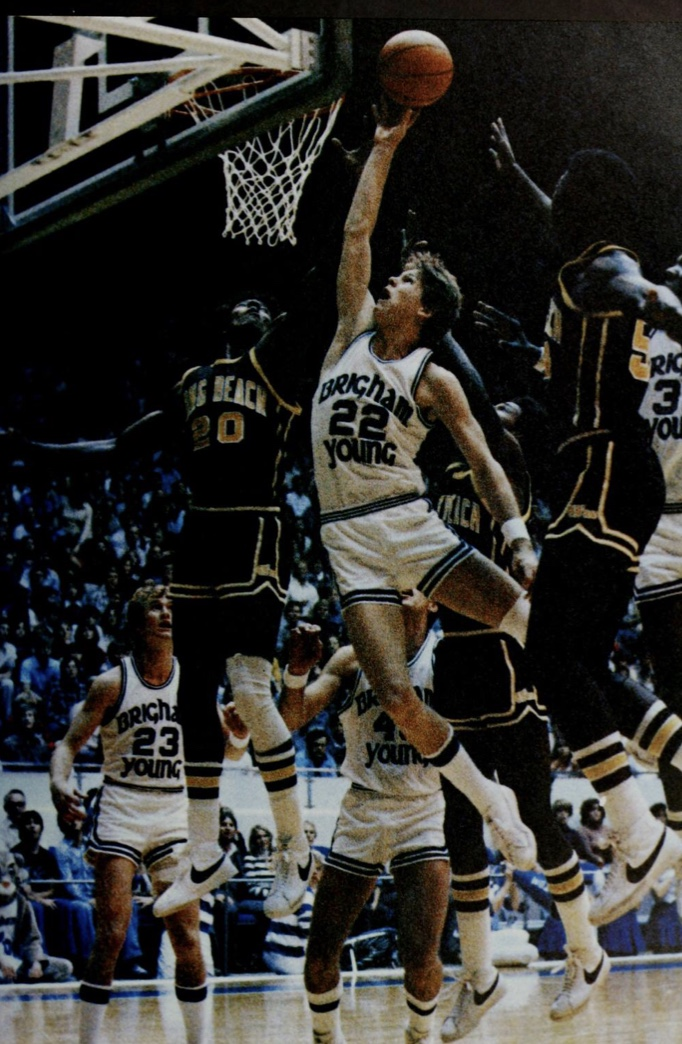
Ainge como calouro na BYU

Nascido e criado em Eugene, Oregon, Ainge foi uma estrela de vários esportes na North Eugene High School. Ele liderou o time de basquete dos Highlanders para os títulos estaduais AAA em 1976 e 1977, ganhando todas as honras estaduais em ambos os anos. Ele foi considerado um dos melhores recrutas do futebol americano em Oregon como wide receiver. Em seu terceiro ano, ele foi nomeado para o time All-America da Parade High School de 1977 e é o único a ser selecionado para a Primeira-Equipe  All-American de futebol americano, basquete e beisebol do colégio.
Ainge jogou basquete universitário na Brigham Young University (BYU) em Provo, Utah. Ele acertou uma das cestas mais conhecidas no Torneio da NCAA de 1981, contra Notre Dame em Atlanta no Sweet Sixteen, quando sua jogada com dois segundos restantes deram aos Cougars a vitória. Ainge concluiu seu último ano ganhando o Prêmio Eastman e o Prêmio John R. Wooden, concedido ao melhor jogador universitário do país. Durante sua carreira de quatro anos na BYU, Ainge foi um All-American, duas vezes selecionado para a Primeira-Equipe All-American, foi eleito o melhor Jogador do Ano da WAC e quatro vezes selecionado para a Primeira-Equipe da WAC. Ele concluiu sua carreira universitária marcando dois dígitos em 112 jogos consecutivos, um recorde da NCAA na época.

## Carreira no beisebol
Ainge foi selecionado no draft amador de beisebol de 1977 pelo Toronto Blue Jays. Ele chegou às ligas principais com os Blue Jays em 1979, enquanto ainda estava na universidade. Principalmente um jogador de segunda base, ele jogou nas posições de terceira base e Outfielder também, atingindo 0,220 em sua carreira de beisebol com 2 home runs e 146 rebatidas em 211 jogos. Ele é o segundo jogador mais jovem da história do Blue Jays a rebater um home run, aos 20 anos e 77 dias, superado apenas por Vladimir Guerrero Jr.
Depois de três anos com os Blue Jays, Ainge decidiu seguir carreira no basquete e foi escolhido no Draft da NBA de 1981 pelo Boston Celtics, que teve que comprar o contrato de Ainge com os Blue Jays após uma batalha judicial.
Ainge está entre os 13 atletas que jogaram na National Basketball Association e na Major League Baseball, junto com Frank Baumholtz, Gene Conley, Chuck Connors, Dave DeBusschere, Johnny Gee, Dick Groat, Steve Hamilton, Mark Hendrickson, Cotton Nash, Ron Reed, Dick Ricketts e Howie Schultz.

## Carreira na NBA

### Boston Celtics
Nem tudo correu bem para Ainge na NBA no início. Ele teve um péssimo primeiro dia de treinamento, "acertando 0 de 2547", escreveu Larry Bird em sua autobiografia Drive: The Story of My Life. O técnico dos Celtics, Bill Fitch, deu um duro golpe para Ainge, dizendo que sua média de rebatidas era melhor do que sua porcentagem de arremessos na quadra de basquete. Mas Ainge se tornou uma peça importante das equipes do Celtics que ganharam os títulos da NBA em 1984 e 1986.
Ele jogou moderadamente durante sua temporada de estreia (1981-82), mas chegou ao time titular em seu segundo ano, com média de 9,9 pontos. No entanto, o novo treinador, K.C. Jones, colocou Ainge de volta ao banco em sua terceira temporada (1983-84), colocando Gerald Henderson como titular. Ainge permaneceu como um jogador importante, ajudando a derrotar o Los Angeles Lakers nas finais da NBA daquele ano.
Na temporada de 1984–85, os Celtics trocaram Henderson com o Seattle SuperSonics, devolvendo Ainge à posição de armador titular. Ele respondeu com médias de 12,9 pontos e 5,3 assistências. Ele permaneceu como titular dos Celtics na maior parte das cinco temporadas seguintes. A equipe ganhou o título novamente em 1985-86; essa equipe é amplamente considerada uma das maiores da história da NBA. Em 1986-87, Ainge terminou em segundo lugar na NBA em arremessos de lances livres (89,7%) e em terceiro em arremessos de 3 pontos (44,3%). No ano seguinte, ele acertou 148 cestas de 3 pontos, quebrando o recorde anterior da NBA de 92 em uma temporada, detido por Darrell Griffith, do Utah Jazz. Ainge fez sua única aparição no All-Star Game naquele ano, marcando 12 pontos.

### Outras equipes
Em 1989, Ainge foi negociado com o Sacramento Kings, junto com Brad Lohaus, em troca do jovem pivô Joe Kleine (a quem os Celtics viam como um possível sucessor do envelhecido Robert Parish) e de Ed Pinckney. Agora um jogador destacado em um time sem superestrelas, Ainge teve médias de 20,3 pontos e 6,7 assistências naquela meia temporada com os Kings. Ele marcou 45 pontos na derrota para o Golden State Warriors, igualando um recorde na carreira que havia estabelecido apenas alguns meses antes contra o Philadelphia 76ers enquanto ainda jogava pelos Celtics.
Em 1990, Ainge foi negociado com o Portland Trail Blazers em troca de Byron Irvin e escolhas de draft. Sendo um nativo de Oregon, ele foi considerado um favorito da cidade pelos fãs do Blazers. Ele ajudou a equipe a chegar às finais da NBA em 1992, mas sucumbiu ao Chicago Bulls em seis jogos. Em 5 de junho, ele marcou nove pontos na prorrogação para empatar um recorde de todos os tempos da NBA de mais pontos em uma prorrogação durante um jogo das finais.
Após a temporada de 1991-92, Ainge se tornou um agente livre. Ele declarou em entrevistas que o ideal seria ficar em Portland e que contataria a administração dos Blazers antes de avaliar seriamente as ofertas de outras equipes. Em 1º de julho de 1992, no entanto, Ainge assinou um contrato com o Phoenix Suns em seu primeiro dia de agente livre.
O Phoenix Suns era uma equipe em busca de uma nova identidade. Eles inauguraram uma nova casa (America West Arena), contrataram um novo técnico (Paul Westphal) e adquiriram uma nova estrela (Charles Barkley). A equipe também redesenhou o logotipo e o uniforme quando contratou o agente livre Ainge antes da temporada de 1992-93, imaginando que sua experiência ajudaria a equipe durante os playoffs. Ainge respondeu tendo média de 11,8 pontos e os Suns tiveram um recorde de 62-20 naquele ano, chegando as finais da NBA, onde perdeu para os Bulls de Michael Jordan em seis jogos.
Em 18 de janeiro de 1994, ele se tornou o segundo homem a acertar 900 arremessos de três pontos na história da NBA (ele fez 1.002 arremessos de três pontos em sua carreira) e marcou 11.964 pontos com uma média de 11,5 pontos por jogo, 2.768 rebotes em uma média de 2,7 e 4.199 assistências em uma média de 4,0 por jogo em mais de 1.042 jogos da NBA.
Ainge se aposentou após a temporada de 1994-95. Ele foi introduzido no Oregon Sports Hall of Fame em 1999.

## Reputação
Ao longo de sua carreira de jogador, Ainge era conhecido como um jogador impetuoso e obstinado que costumava enfurecer os oponentes. Em um jogo do playoff de 1983 contra o Atlanta Hawks, ele chamou Tree Rollins de 2,15 m de marica, e então Rollins deu uma cotovelada no rosto de Ainge. Tree mordeu o dedo médio de Ainge com tanta força que foram necessários dois pontos para manter o tendão unido. Ainge foi expulso por iniciar a briga. O incidente gerou a manchete "Tree Bites Man" em 25 de abril de 1983 no Boston Herald.
Enquanto jogava pelo Phoenix Suns na temporada de 1993, Ainge entrou em uma briga com Michael Jordan no meio da quadra; ambos sofreram uma falta técnica. Em uma pós-temporada de 1994, Ainge acertou o armador do Houston Rockets, Mario Elie, no rosto e quebrou seu pescoço para trás.

## Pós-carreira
Ele se tornou técnico do Phoenix Suns em 1996. Sua demissão do cargo de técnico em 1999 foi repentina; ele citou a necessidade de passar mais tempo com sua família. Ele foi substituído pelo assistente técnico Scott Skiles. Ainge também atuou como comentarista da NBA na TNT.

### Executivo do Boston Celtics
Em 2003, ele foi contratado como Diretor Executivo de Operações de Basquete do Boston Celtics. Ainge sempre foi polêmico em seu papel como executivo do Celtics, trocando jogadores populares como Antoine Walker (que fez ele ganhar o apelido de "Trader Danny") e tendo conflitos de personalidade com o então técnico Jim O'Brien (que eventualmente levou à partida de O'Brien para o Philadelphia 76ers). No entanto, Ainge manteve o apoio do grupo proprietário dos Celtics e - talvez o mais importante - do lendário ex-técnico Red Auerbach, que foi contratado pela equipe como "assistente sênior" até sua morte em outubro de 2006.
O Celtics da temporada de 2006-07 terminou com um recorde de 24-58, o segundo pior da história da equipe. Após a temporada, Paul Pierce, capitão da equipe e cara da franquia, expressou frustração com as falhas da equipe. Ele solicitou uma troca para um candidato ao título se a administração não conseguisse adquirir talentos veteranos do calibre de Pierce.
Ainge respondeu com dois movimentos ousados que mudaram a sorte da franquia quase da noite para o dia; as negociações de Kevin Garnett do Minnesota Timberwolves e Ray Allen do Seattle SuperSonics imediatamente retornou os Celtics às franquias de elite da NBA pela primeira vez desde os anos 90s. Junto com Pierce, eles formaram um novo "Big Three" e levaram os Celtics ao melhor recorde da NBA (66-16) durante a temporada de 2007-08. Foi a melhoria mais significante em uma única temporada na história da liga (42 vitórias a mais que no ano anterior) e rendeu a Ainge o prêmio de Executivo do Ano da NBA.
Boston enfrentou o Los Angeles Lakers nas finais da NBA de 2008, renovando a longa rivalidade entre as duas equipes. Os Celtics venceu a série em seis jogos, dando à franquia seu 17º título da NBA. Danny Ainge conquistou o troféu pela primeira vez desde a vitória em 1986. Em outubro de 2008, ele foi promovido a Presidente de Operações de Basquete.
Em 3 de maio de 2010, Ainge foi multado em US $ 25 mil por jogar uma toalha para distrair um jogador do Cleveland Cavaliers em um lance livre durante o Jogo 2 das semifinais da Conferência Leste.
Em 2013, Ainge negociou Garnett e Pierce, junto com Jason Terry e D.J. White, para o Brooklyn Nets em troca de cinco jogadores e escolhas da primeira rodada nos Drafts de 2014, 2016 e 2018. Boston também recebeu o direito de trocar escolhas com o Brooklyn em 2017. É amplamente considerado um dos negócios mais desequilibrados na história da liga, em favor dos Celtics.
Em 22 de agosto de 2017, Ainge fez outro negócio de grande sucesso, trocando Isaiah Thomas, Jae Crowder, Ante Žižić e a escolha de primeira rodada dos Nets no draft de 2018, para o Cleveland Cavaliers por Kyrie Irving. Oito dias depois, o negócio também incluiu uma escolha de segunda rodada do Miami Heat do Draft de 2020 como compensação relacionada a uma lesão anterior de Thomas.

### Outros negócios
Em 1996, Danny Ainge fez sua estreia como ator no Space Jam, interpretando a si mesmo. Embora tenha apenas uma breve aparição, Ainge foi apelidado de "The Bad Shot Guy" depois de pegar e chutar a bola ao mesmo tempo, enquanto Charles Barkley vagava pela quadra após ter suas habilidades roubadas pelos Monstars.
Enquanto era jogador dos Suns, Ainge abriu uma rede nacional de lojas de chapéus que ele vendeu desde então. Ele trabalhou como voluntário em várias organizações de caridade e ocupou vários empregos desde que se aposentou.

## Estatisticas

### Jogador

#### Temporada regular
| Ano      | Equipe     | PJ   | PT  | MPJ  | AP   | 3P   | LL   | RT  | AS  | BR  | TO  | PPJ  |
| -------- | ---------- | ---- | --- | ---- | ---- | ---- | ---- | --- | --- | --- | --- | ---- |
| 1981–82  | Boston     | 53   | 1   | 10.6 | .357 | .294 | .862 | 1.1 | 1.6 | 0.7 | 0.1 | 4.1  |
| 1982–83  | Boston     | 80   | 76  | 25.6 | .496 | .172 | .742 | 2.7 | 3.1 | 1.4 | 0.1 | 9.9  |
| 1983–84  | Boston     | 71   | 3   | 16.3 | .460 | .273 | .821 | 1.6 | 2.3 | 0.6 | 0.1 | 5.4  |
| 1984–85  | Boston     | 75   | 73  | 34.2 | .529 | .268 | .868 | 3.6 | 5.3 | 1.6 | 0.1 | 12.9 |
| 1985–86  | Boston     | 80   | 78  | 30.1 | .504 | .356 | .904 | 2.9 | 5.1 | 1.2 | 0.1 | 10.7 |
| 1986–87  | Boston     | 71   | 66  | 35.2 | .486 | .443 | .897 | 3.4 | 5.6 | 1.4 | 0.2 | 14.8 |
| 1987–88  | Boston     | 81   | 81  | 37.3 | .491 | .415 | .878 | 3.1 | 6.2 | 1.4 | 0.2 | 15.7 |
| 1988–89  | Boston     | 45   | 28  | 30.0 | .460 | .374 | .891 | 3.4 | 4.8 | 1.2 | 0.0 | 15.9 |
| 1988–89  | Sacramento | 28   | 26  | 36.7 | .452 | .387 | .813 | 3.6 | 6.7 | 1.5 | 0.3 | 20.3 |
| 1989–90  | Sacramento | 75   | 68  | 36.4 | .438 | .374 | .831 | 4.3 | 6.0 | 1.5 | 0.2 | 17.9 |
| 1990–91  | Portland   | 80   | 0   | 21.4 | .472 | .406 | .826 | 2.6 | 3.6 | 0.8 | 0.2 | 11.1 |
| 1991–92  | Portland   | 81   | 6   | 19.7 | .442 | .339 | .824 | 1.8 | 2.5 | 0.9 | 0.2 | 9.7  |
| 1992–93  | Phoenix    | 80   | 0   | 27.0 | .462 | .403 | .848 | 2.7 | 3.3 | 0.9 | 0.1 | 11.8 |
| 1993–94  | Phoenix    | 68   | 1   | 22.9 | .417 | .328 | .830 | 1.9 | 2.6 | 0.8 | 0.1 | 8.9  |
| 1994–95  | Phoenix    | 74   | 1   | 18.6 | .460 | .364 | .808 | 1.5 | 2.8 | 0.6 | 0.1 | 7.7  |
| Carreira | Carreira   | 1042 | 508 | 26.6 | .461 | .346 | .842 | 2.6 | 4.1 | 1.1 | 0.1 | 11.7 |
| All-Star | All-Star   | 1    | 0   | 19.0 | .364 | .750 | .500 | 3.0 | 2.0 | 1.0 | 0.0 | 12.0 |

#### Playoffs
| Ano      | Equipe   | PJ  | PT | MPJ  | AP   | 3P   | LL   | RT  | AS  | BR  | TO  | PPJ  |
| -------- | -------- | --- | -- | ---- | ---- | ---- | ---- | --- | --- | --- | --- | ---- |
| 1982     | Boston   | 10  | 0  | 12.9 | .422 | .500 | .769 | 1.3 | 1.1 | 0.2 | 0.1 | 5.0  |
| 1983     | Boston   | 7   | 7  | 28.7 | .389 | .400 | .727 | 2.0 | 3.6 | 0.7 | 0.1 | 9.4  |
| 1984     | Boston   | 19  | 0  | 13.3 | .456 | .222 | .700 | 0.8 | 2.0 | 0.5 | 0.1 | 4.8  |
| 1985     | Boston   | 21  | 21 | 32.7 | .466 | .438 | .769 | 2.8 | 5.8 | 1.5 | 0.0 | 11.0 |
| 1986     | Boston   | 18  | 18 | 36.2 | .554 | .412 | .867 | 4.2 | 5.2 | 2.3 | 0.1 | 15.6 |
| 1987     | Boston   | 20  | 19 | 38.1 | .487 | .438 | .861 | 2.6 | 4.6 | 1.2 | 0.2 | 14.8 |
| 1988     | Boston   | 17  | 17 | 39.4 | .386 | .328 | .881 | 3.1 | 6.4 | 0.5 | 0.1 | 11.6 |
| 1991     | Portland | 16  | 0  | 17.3 | .448 | .306 | .821 | 1.8 | 1.9 | 0.8 | 0.2 | 8.0  |
| 1992     | Portland | 21  | 0  | 21.4 | .479 | .404 | .830 | 1.9 | 2.3 | 0.7 | 0.0 | 10.6 |
| 1993     | Phoenix  | 24  | 0  | 24.6 | .376 | .413 | .872 | 2.5 | 2.3 | 0.5 | 0.1 | 8.1  |
| 1994     | Phoenix  | 10  | 0  | 23.0 | .458 | .425 | .714 | 2.3 | 2.1 | 0.6 | 0.1 | 8.6  |
| 1995     | Phoenix  | 10  | 0  | 13.7 | .500 | .462 | .909 | 1.0 | 1.0 | 0.5 | 0.0 | 6.0  |
| Carreira | Carreira | 193 | 82 | 25.1 | .451 | .395 | .810 | 2.1 | 3.1 | 0.8 | 0.0 | 9.4  |

### Treinador
| Time     | Ano       | Temporada regular | Temporada regular | Temporada regular | Temporada regular | Temporada regular         | Playoffs | Playoffs | Playoffs | Playoffs | Playoffs                  |
| Time     | Ano       | J                 | V                 | D                 | %                 | Classificação             | J        | V        | D        | %        | Resultado final           |
| -------- | --------- | ----------------- | ----------------- | ----------------- | ----------------- | ------------------------- | -------- | -------- | -------- | -------- | ------------------------- |
| Phoenix  | 1996–97   | 74                | 40                | 34                | .541              | 4ª na Divisão do Pacífico | 5        | 2        | 3        | .400     | Perdeu na Primeira Rodada |
| Phoenix  | 1997–98   | 82                | 56                | 26                | .683              | 3ª na Divisão do Pacífico | 4        | 1        | 3        | .250     | Perdeu na Primeira Rodada |
| Phoenix  | 1998–99   | 50                | 27                | 23                | .540              | 3ª na Divisão do Pacífico | 3        | 0        | 3        | .000     | Perdeu na Primeira Rodada |
| Phoenix  | 1999–2000 | 20                | 13                | 7                 | .650              | (demitido)                | —        | —        | —        | —        | –                         |
| Carreira | Carreira  | 226               | 136               | 90                | .602              |                           | 12       | 3        | 9        | .250     |                           |

## Vida pessoal
Ainge e sua esposa, Michelle, residem em Wellesley, Massachusetts; eles têm seis filhos (Ashlee, Austin, Tanner, Taylor, Cooper e Crew). Austin Ainge é o diretor de jogadores do Boston Celtics e, como seu pai, jogou basquete na BYU. Tanner Ainge é um comissário, empresário e advogado do Condado de Utah.
O sobrinho de Ainge, Erik Ainge, foi o quarterback titular do time de futebol da Universidade do Tennessee e foi selecionado pelo New York Jets na 5ª rodada do Draft da NFL de 2008. Outro sobrinho, Jake Toolson, desempenhou a posição de Ala-armador de BYU e recentemente assinou um contrato de 10 dias com o Utah Jazz.
Ainge e sua família são membros ativos da Igreja de Jesus Cristo dos Santos dos Últimos Dias, na qual ele serviu como bispo.

Ainge sofreu um leve ataque cardíaco em 2009 e outro em 2019. Ele tem transtorno de déficit de atenção e hiperatividade, de acordo com um teste de personalidade que fez quando Doc Rivers treinava o Celtics.